# Weilerite
La weilerite è un minerale appartenente al gruppo della beudantite descritto per la prima volta in base a un ritrovamento avvenuto a Weiler nella Foresta Nera, Germania. Il nome deriva dalla località di ritrovamento.
Il minerale è stato approvato dall'IMA nel 1961 e poi non più accettato nel 1967 per poi essere ridefinita nel 1987. Non è ancora stato chiarito se il rapporto fra zolfo ed arsenico è pari ad 1:1 come richiesto dalla definizione.

## Morfologia
La weilerite è stata scoperta sotto forma di croste terrose formate da cristalli idiomorfici di dimensione inferiore a 10 µm pseudocubici romboedrici.

## Origine e giacitura
La weilerite è stata trovata nella cornubianite e barite associata ad adamite e mimetite.